# Menoponidae
Menoponidae – rodzina skórnych pasożytów ssaków i ptaków należących do rzędu Phthiraptera. Powodują chorobę zwaną wszołowicą. Dawniej nazywane wszołami.
Menoponidae stanowią rodzinę składającą się obecnie z około 70 rodzajów.
Najważniejszymi rodzajami są:
- Eomenacanthus
  - Eomenacanthus stramineus
- Menopon - powoduje wszołowicę u kurowatych.
  - Menopon gallinae
- Trinoton - pasożyty głównie kaczkowatych.
  - Trinoton anserinum
  - Trinoton querquedulae
  - Trinoton fluviatale
  - Trinoton alopochen - pasożyt gęsiówki egipskiej (Alopochen aegyptiaca)
  - Trinoton emersoni
  - Trinoton gambensis
  - Trinoton spinosum
  - Trinoton aculeatum - pasożyt drzewicy białolicej (Dendrocygna viduata)
  - Trinoton lituratum - pasożyt tracza bielaczka (Mergellus albellus)